# SAVE (гурт)
SAVE — російський рок-гурт, утворений у м. Пушкіно, Московської області 1999 року. Але основна творчість гурту почалася з другої половини 2003 року після виступу на фестивалі «Follow The Leader — 2» у листопаді 2003.
Творчість гурту в основному нагадує The Agonist та The SLOT.
Протягом 2003 та 2004 років гурт виступає на одній сцені з такими гуртами, як: AMATORY, HOSTILE BREED, JANE AIR, SPATORNA, TRACKTOR BOWLING, ЗУБЫ, ПСИХЕЯ, РУГЕР, #####, 7 PACA, 7000$.
Після виходу дебютної платівки група змушена на деякий час припинити своє існування. Пов'язано це з декількома факторами: новий матеріал не вкладався в «формат» дебютної платівки, недостатня технічна підготовка членів гурту. Все це дало збій в роботі колективу.
У 2006 році гурт знову об'єднався вже в новому складі.
У 2010 році SAVE стає переможцем у номінації «Група року» у щорічній альтернативній премії М. А. М. А.

## Склад гурту
- Вікторія Белікова — вокал
- Мая Кучумова — вокал
- Олександр Савін — гітара
- Станіслав Ломакін — гітара
- Іван Малахов — бас
- Костянтин Сальников — ударні

## Дискографія

### Альбоми
| Рік  | Назва               |
| ---- | ------------------- |
| 2004 | «Зачем тебе жить?»  |
| 2007 | «Мегаполис»         |
| 2008 | «Под руку с мечтой» |
| 2008 | «Копилка грехов»    |
| 2012 | «Estu preta»        |

### Відеокліпи
- Стояли звери (2007)
- Изверг
- Назад (2 версії)
- По-хорошему
- Правда (2011)
- Отравленный поцелуй (2012)